# Philip Kapleau

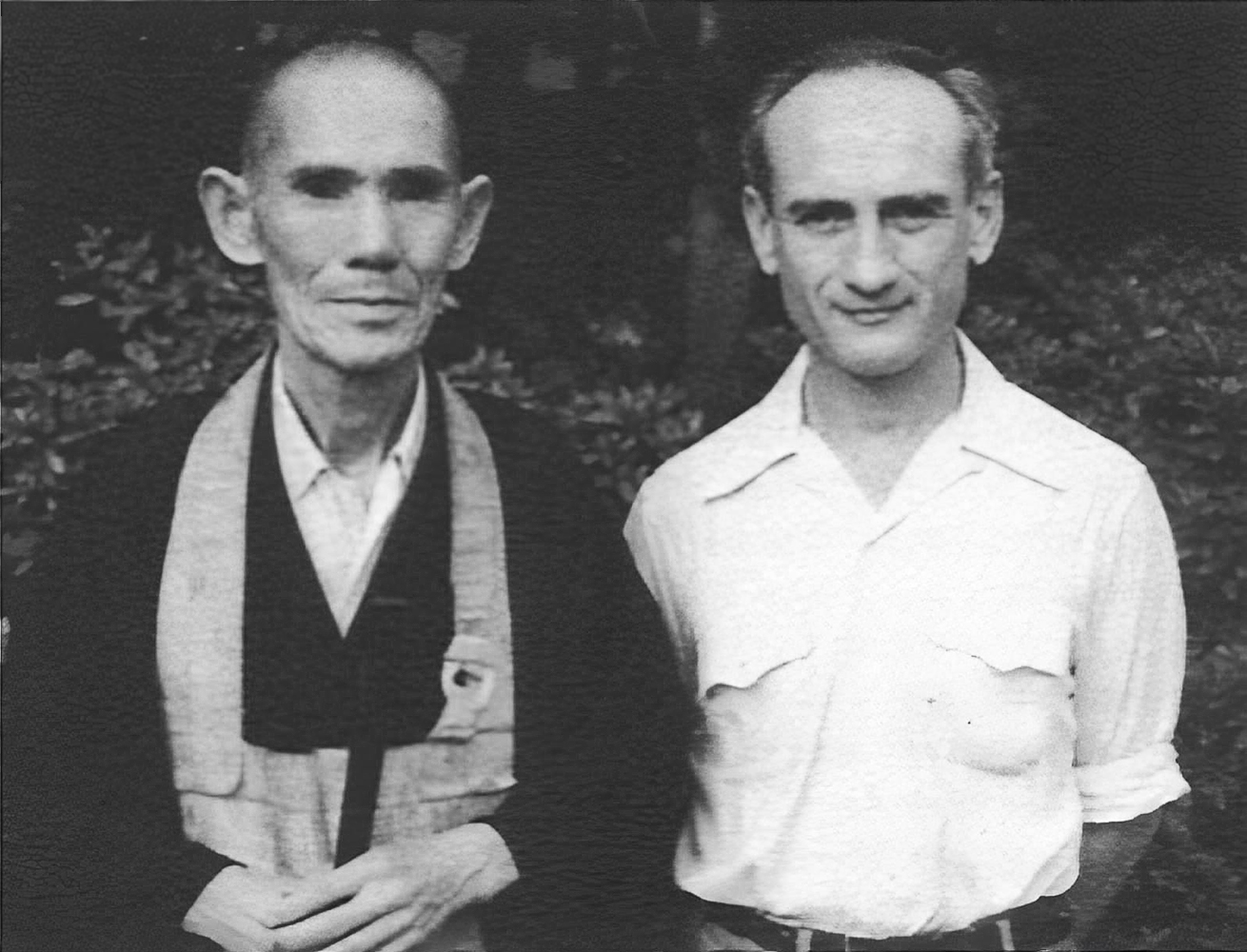
Haku'un Yasutani en Phillip Kapleau

Philip Kapleau (1912 - 2004) was een Amerikaanse leraar van het zenboeddhisme in de Harada-Yasutani traditie, een mengeling van de Soto- en Rinzai-scholen.

## Biografie
Kapleau werd geboren in New Haven, Connecticut, studeerde rechten en werd rechtbankverslaggever. In 1945 was hij de belangrijkste verslaggever tijdens de processen van Neurenberg en was vervolgens verslaggever tijdens het tribunaal in Tokio. Gedurende zijn verblijf in Japan raakte hij geïnteresseerd in het zenboeddhisme en ging bij terugkeer in Amerika studeren aan de Columbia University met D.T. Suzuki. In 1953 verhuisde Kapleau naar het Hosshin-ji-klooster in Japan.
Na dertien jaar te hebben gestudeerd onder drie Japanse zenmeesters, werd hij in 1965 ingewijd door Haku'un Yasutani, de oprichter van Sanbo Kyodan, en kreeg toestemming om les te geven. Hij verbrak echter de samenwerking met Yasutani, en kreeg geen formele overdracht als dharma-opvolger:
"This break happened before Roshi had received full, formal Dharma transmission from Yasutani-roshi. There were koan collections offered by Yasutani-roshi that Roshi did not work on, and these he never offered himself [...] It is important to acknowledge that Roshi has never claimed to have received full and formal Dharma transmission, or inka. What he did say was that he received from Yasutani-roshi permission to teach."
Kapleau kreeg bekendheid met zijn boek De drie pijlers van Zen. Hij schreef de toespraken van zenmeesters op, interviewde studenten en monniken, en beschreef de praktijk van het zenboeddhisme. De drie pilaren van Zen werd in 1965 uitgegeven en in twaalf talen vertaald. Tijdens een boeklezing in 1965 werd hij uitgenodigd om les te geven aan een kleine meditatiegroep in Rochester, New York. In 1966 verliet hij Japan om het Rochester Zen Center te openen.
Gedurende twintig jaar gaf Kapleau les aan het Rochester Zen Center en gaf dharmatransmissies aan veel leerlingen. Hij introduceerde ook westerse aanpassingen, zoals het chanten van de Hartsoetra in het Engels. Kapleau was een begaafd en gepassioneerd schrijver en legde de nadruk dat inzicht en verlichting aan iedereen gegeven is en niet alleen aan monniken. Kapleau heeft een grote invloed op de westerse vorm van zenboeddhisme gehad en zijn opvolgers en studenten hebben vele centra gesticht.
Op 6 mei 2004 overleed Kapleau aan de gevolgen van Parkinson in het Rochester Zen Center.

## Lineage

### Leraar
- Hakuun Yasutani

### Leerlingen
- Bodhin Kjolhede

## Verder lezen
- Kapleau, Philip (1980(1965), De drie pijlers van Zen. Deventer: Ankh-Hermes